# Vergobret
Der Vergobret (lateinisch Vergobretus) war nach Caesar der Inhaber des höchsten Amtes („höchster Magistrat“) bei den keltischen Häduern. Wörtlich übersetzt bedeutet das Wort „Rechtswirker“. Er wurde, ähnlich wie die Konsuln in Rom, jährlich von den Druiden organisiert gewählt, nur hatte der Vergobret wesentlich mehr Macht: Er entschied über Leben und Tod der Stammesangehörigen ([...] qui creatur annuus et vitae necisque in suos habet potestatem). Ein bekannter Vergobretus war Diviciacus, der das Amt im Jahre 58 v. Chr. innehatte.
Nach J. F. Nagy war zu Caesars Zeit bei den keltischen Stämmen von Gallien das Königtum großteils durch das Regierungssystem des Vergobret ersetzt worden, so auch bei den Haeduern, Biturigen, Santonen und Lexoviern, wo es nach einer Münzinschrift zwei derartige Beamte gab. Gewisse Strukturen bei einigen Stämmen weisen allerdings noch auf die vergangene Königsherrschaft hin. Caesar berichtet auch, dass Liscus, der Vergobret der Haeduer, ihm gegenüber zugab, trotz seines Amtes weniger Macht zu besitzen, als der beim Stamm angesehenere Dumnorix.
Vergobretus leitet sich vom gallischen *ṷergobritos ab, das die urkeltischen Elemente *ṷerg- („Werk“, „wirken“) und *brit- („Urteil“) enthält.